# فرشاد حاجی‌پور میلاسی
فرشاد حاجی‌پور میلاسی (زادهٔ شهریور ۱۳۶۸ در له‌دراز لردگان – درگذشتهٔ ۲۶ آبان ۱۳۹۸ در ماهشهر) یکی از کشته‌شدگان اعتراضات آبان ۱۳۹۸ ایران بود.

## زندگی
فرشاد حاجی‌پور میلاسی، در سال ۱۳۶۸ در روستای له‌دراز از توابع لردگان استان چهارمحال و بختیاری متولد شد.  او متأهل و دارای یک فرزند پسر ۴ ساله به نام «اهورا» بود. وی کارمند شرکت پتروشیمی ماهشهر بود.

## کشته شدن
فرشاد حاجی‌پور میلاسی، روز ۲۶ آبان ۱۳۹۸ به اعتراضات ضد حکومتی ماهشهر٬ که به‌دنبال افزایش قیمت بنزین در سراسر ایران آغاز شده بود٬ پیوست. او هدف شلیک مستقیم نیروهای امنیتی قرار گرفت و بر اثر اصابت گلوله به قلبش درگذشت. پیکر او پس از ۳ روز به خانواده‌اش تحویل داده شد و در زادگاهش٬ روستای له‌دراز لردگان به خاک سپره شد.

## حواشی
- پیکر فرشاد حاجی‌پور میلاسی به صورت مشروط و با اخذ تعهدهایی به خانواده‌اش تحویل داده شد.[۱]
- مراسم خاکسپاری فرشاد حاجی‌پور میلاسی با حضور مردم از ایل «میلاسی»[۶] همراه با موسیقی محلی برگزار شد.[۱][۹]
- مراسم چهلمین روز جان‌باختن فرشاد حاجی‌پور میلاسی٬ ۳ دی ۱۳۹۸ با حضور صدها نفر در روستای له‌دراز لردگان برگزار شد.[۵][۱۰]
- فیلم سخنان برادر فرشاد حاجی‌پور میلاسی٬ در مراسم چهلم او به طور گسترده در فضای مجازی منتشر شد. او در این ویدئو کوتاه گفته است:[۱۱][۱۲][۱۳][۱۴]

«شهید فرشاد حاجی‌پور در دفترچهٔ خاطرات خود نوشته٬ به آنانی که خود در زیر بار ظلم و ستم زندگی می‌کنند٬ نباید به خاطر امام حسینی گریه کنند که خود مردانه زیر بار ظلم و ستم نرفت و شجاعانه جنگید و دلاورانه با مردانگی شهید شد. اگر قرار است به خاطر امام حسین گریه کنید٬ به خاطر خودتان گریه کنید در زیر بار ظلم و ستم و زور زندگی می‌کنید.»